# Ošust
Ošust je geomorfologický podcelek Oravských Beskyd. Nejvyšší vrch podcelku je Úšust, dosahující výšky 1155 m n. m.

## Vymezení
Úšust zabírá západní část pohoří, jehož hřeben vytváří státní hranici s Polskem. Na východě navazuje podcelek Pilsko, jihovýchodním směrem pokračuje podbeskydská brázda a podbeskydská vrchovina. Jihozápadním směrem navazuje Kysucká vrchovina s podcelky Vojenné a Bystrická brázda, na krajním západě sousedí Kysucké Beskydy s podcelkem Rača. 

## Významné vrcholy
- Úšust – nejvyšší vrch území (1155 m n. m.)
- Hrubá Bučina (1131 m n. m.)
- Vysoká Magura (1111 m n. m.)

## Ochrana přírody
Velká část území patří do Chráněné krajinné oblasti Horná Orava. Z maloplošných chráněných území se na západním okraji nachází chráněný areál Chmúra. 